# Хант, Джордж Уайли Пол
Джордж Уайли Пол Хант (англ. George Wylie Paul Hunt; 1 ноября 1859, Хантсвилл, Миссури — 24 декабря 1934, Финикс, Аризона) — американский политик и бизнесмен, первый губернатор Аризоны.
Хант был популистом эры прогрессивизма, поддерживал многие реформы, в том числе предоставление женщинам избирательного права, введение тайного голосования, подоходного налога, неограниченной чеканки серебряных монет и всеобщего обязательного образования. Он был противником смертной казни и сторонником профсоюзов.

## Биография

### Ранние годы и карьера
Джордж Хант родился 1 ноября 1859 года в Хантсвилле, штат Миссури, в семье Джорджа Вашингтона и Сары (в девичестве Йейтс) Хант. Его семья была богата, город Хантсвилл был назван в честь деда Ханта, однако потеряла всё состояние в результате гражданской войны. Окончив школу, Хант 3 марта 1878 года сбежал из семьи. На протяжении трёх лет его родные считали, что он был убит индейцами, в то время как Хант путешествовал по Канзасу, Колорадо и сплавлялся по Рио-Гранде.
Хант приехал в Глоб, штат Аризона, где стал работать официантом в кафе. Затем он работал откатчиком в шахте и на скотоводческой ферме, прежде чем стал продавцом в бакалейном магазине. Вскоре магазин приобрела компания Old Dominion Commercial Company, а Хант был выдвинут на пост президента объединённого бизнеса. После избрания губернатором он продал свою долю акций и вложил деньги в государственные ценные бумаги.

### Политическая карьера
В 1890 году Хант неудачно баллотировался на должность секретаря округа Хила, но уже в 1892 и 1894 годах он был избран в легислатуру Территории Аризона. Во время первого срока в Палате представителей Хант спонсировал награду в 5000 долларов за поимку Apache Kid.
После двух терминов в нижней палате Хант в 1896 году был избран в верхнюю палату, Совет Территории Аризона. На протяжении сессии 1997 года он спонсировал законодательство, требующее, чтобы дети от восьми до четырнадцати лет посещали школу в течение как минимум двенадцати недель в год. В 1898 году Хант был переизбран в Совет, а в 1904 году добровольно ушёл из политики, однако вскоре вернулся и вновь был избирался в Совет в 1904, 1906 и 1908 годах. Во время 23-й и 25-й легислатуры он был президентом Совета. В 1907 году Хант обеспечил принятие законопроекта, запрещающего азартные игры на территории Аризоны.
После принятия разрешающего акта 1910 года были назначены выборы делегатов в Конституционный конвент. Хант был избран одним из пяти делегатов от округа Хила, а в первый день съезда был избран его президентом. Один из делегатов конвента, Джейкоб Вайнбергер, позднее характеризовал Ханта как «кулуарного манипулятора, который руководил в стоической манере, как доброго Будду — если можно представить Будду с великолепными усами». Среди пунктов новой конституции, которые поддержал Хант, были законодательная инициатива, возможность отзыва должностных лиц и проведения референдумов.
В сентябре 1911 года Хант выставил свою кандидатуру на пост губернатора нового штата. После победы на первичных выборах Демократической партии, он с минимальным преимуществом победил республиканца Эдмунда Уэллса и стал первым губернатором Аризоны.

### Губернатор Аризоны
Хант был приведён к присяге в качестве первого губернатора штата Аризона 14 февраля 1912 года. Когда в марте того же года открылась новая легислатура, он выступил за принятие закона, ограничивающего детский труд, лоббизм и ростовщичество. Среди других законодательных актов, поддержанных Хантом, были требование к газетам указывать своих владельцев, введение пособия по потере трудоспособности и пенсии по старости.
На выборах 1914 года Хант победил республиканца Ральфа Кэмерона и был переизбран на второй термин, который был ознаменован конфликтами на американо-мексиканской границе. События Мексиканской революции в апреле 1914 года начали затрагивать интересы США. 11 октября 1914 года было совершено нападение на город Нако. Хант рассматривал вопрос о развёртывании войск Национальной гвардии для защиты американских граждан, но был убеждён военным министром Линдли Гаррисоном в том, что американская армия справится с конфликтом. Однако проблему не удалось решить без интервенции американских войск в Мексику.
Результаты выборов 1916 года были оспорены. Первый подсчёт голосов показал, что претендент Томас Кэмпбелл победил с преимуществом в 30 голосов, но Хант оспорил результаты, утверждая, что на некоторых территориях результаты были сфальсифицированы. Он сначала отказался уйти в отставку, но 27 января 1917 года Верховный суд Аризоны де-факто назвал Кэмпбелла губернатором, что заставило Ханта отказаться от своей должности. Бывший губернатор подал в суд, выиграл его, и 22 декабря 1917 года был объявлен победителем выборов 1916 года, обойдя своего соперника на 43 голоса. Хант вернулся в кабинет на третий срок 25 декабря 1917 года.
После вступления США в Первую мировую войну Хант начал вязать шарфы для солдат, считая это патриотическим долгом, и сказал, что хотел бы присоединиться к морским пехотинцам. Связь губернатора с профсоюзной организацией «Индустриальные рабочие мира» поставила под сомнение его верность политическим идеалам. После того, как житель Флагстаффа усомнился в его лояльности, Хант подал иск, обвинив того в клевете и отсудил один цент за моральный ущерб.

### Посол в Сиаме
В 1918 году Хант решил не переизбираться и в январе 1919 года покинул свой пост. Вскоре он начал скучать и стал искать новые вызовы, одним из которых стала попытка научиться водить автомобиль. После нескольких съездов в кювет он так описал это событие: «Стартовав утром с радостным настроением, вечером был отбуксирован с позором».
В начале 1920 годов Хант планировал побороться за место в Сенате США с действующим сенатором Маркусом Смитом. Ходили слухи, что Смит, чтобы противостоять этой возможной угрозе, при помощи сенатора Генри Эсхёрста попросил президента Вудро Вильсона назначить Ханта на дипломатическую должность, чтобы убрать его из Аризоны. Рассказывали, что будто бы Вудро Вильсон положил палец на глобус и спросил: «Будет ли это достаточно далеко?». 18 мая 1920 года Хант был утверждён в должности посла США в Сиаме.
Хант был заменён на должности посла президентом Уорреном Гардингом 4 октября 1921 года. Пребывая в Сиаме, Хант поддерживал связи с Аризоной, отправляя открытки. Вернувшись домой, бывший губернатор привёз с собой много сувениров, которые раздал своим сторонникам. Он также рассказывал о своих заокеанских впечатлениях. Вскоре Хант решил вернуться в политику и в середине 1922 года выставил свою кандидатуру на четвёртый губернаторский термин.

### 1920—1930-е годы
Начиная с 1923 года, Хант служил губернатором Аризоны в течение шести лет подряд, переизбираясь в 1924 и 1926 годах. Основным политическим вопросом Аризоны в этот период времени был Договор о реке Колорадо, против ратификации которого выступал Хант.
Как политический долгожитель, Хант был предметом острых шуток. Во время его пятого термина, оппоненты дали Ханту прозвище «Георг V», а когда он стал губернатором в шестой раз — переиначили на «Георг VI».
На выборах 1928 года Хант потерпел поражение, однако в 1930 году вновь был избран на седьмой срок. В 1932 году он проиграл партийные праймериз Бенджамину Муру. В 1934 Хант ещё раз баллотировался на пост губернатора, но вновь неудачно.
Хант умер от сердечного приступа у себя дома 24 декабря 1934 года. Он был похоронен в белой пирамиде на вершине холма в парке Папаго в Финиксе.

### Личная жизнь
24 февраля 1904 года Хант женился на Хелене Эллисон из Холбрука, Аризона. У пары родилась одна дочь, Вирджиния. В свободное время Хант занимался выращиванием редких кустарников и деревьев, а также коллекционировал произведения искусства индейцев Юго-запада. Он был масоном и членом тайного общества «Чудаки».